# Podagrion nipponicum
Podagrion nipponicum är en stekelart som beskrevs av Akinobu Habu 1962. Podagrion nipponicum ingår i släktet Podagrion och familjen gallglanssteklar. Inga underarter finns listade i Catalogue of Life.